# Tower Hamlets kerület
A Tower Hamlets egy londoni városrész, amely a hagyományos East End nagy részét foglalja magában. 1965-ben jött létre az egykori városrészek, Stepney, Poplar és Bethnal Green egyesülésével.
A városrész a Temze északi partján fekszik, közvetlenül a City of Londontól keletre, és magában foglalja az újjáépített Docklands terület nagy részét. London legmagasabb épületei közül néhány a Kutyák-szigete központjában található a városrész déli részén.
A városrész lakosságát egy 2019-es népszámlálás alapján 324 745-re becsülik. A bangladesiek alkotják a maguk 32%-val a legnagyobb etnikai csoportot. A 2011-es népszámlálás kimutatta, hogy az angol kerületek közül a Tower Hamletsben a legmagasabb a muszlimok aránya, és meghaladja a keresztények számát.
2017-ben a Trust for London és a New Policy Institute közös tanulmánya szerint Tower Hamlets a 2. legrászorultabb londoni városrész (Barking és Dagenham után) egy sor mutató alapján; a szegénység, a gyermekszegénység, a munkanélküliség és a fizetési egyenlőtlenség aránya az egyik legmagasabb más londoni városrészekhez képest.
A helyi önkormányzati testület a Tower Hamlets Londoni Kerületi Közgyűlés.

## Körzetei
- Bethnal Green
- Blackwall
- Bow
- Bromley-by-Bow
- East Smithfield
- Fish Island
- Isle of Dogs
- Limehouse
- Mile End
- Poplar
- Ratcliff
- Shadwell
- Spitalfields
- St George in the East
- St Katharine's
- Stepney
- The Tower Liberty
- Wapping
- Whitechapel

## Népessége
| Etnikum                    | 2001         | 2001    | 2011         | 2011    |
| Etnikum                    | Népességszám | %       | Népességszám | %       |
| -------------------------- | ------------ | ------- | ------------ | ------- |
| Brit                       | 84 151       | 43%     | 79 231       | 31%     |
| Ír                         | 3823         | 2%      | 3863         | 2%      |
| Egyéb fehér                | 12 825       | 7%      | 31 550       | 12%     |
| Fehérek összesen           | 100 799      | 51%     | 114 819      | 45%     |
| Indiai                     | 3001         | 2%      | 6787         | 3%      |
| Pakisztáni                 | 1486         | 1%      | 2442         | 1%      |
| Bangladeshi                | 65 553       | 33%     | 81 377       | 32%     |
| Kínai                      | 3573         | 2%      | 8109         | 3%      |
| Egyéb ázsiai               | 1767         | 1%      | 5786         | 2%      |
| Ázsiaiak összesen          | 75 380       | 38%     | 104 501      | 41%     |
| Afrikai                    | 6596         | 3%      | 9495         | 4%      |
| Karibi néger               | 5225         | 3%      | 5341         | 2%      |
| Egyéb néger                | 921          | 0%      | 3793         | 1%      |
| Négerek összesen           | 12 742       | 6%      | 18 629       | 7%      |
| Fehér-karibi kevert        | 1568         | 1%      | 2837         | 1%      |
| Fehér-néger kevert         | 789          | 0%      | 1509         | 1%      |
| Fehér-ázsiai kevert        | 1348         | 1%      | 2961         | 1%      |
| Egyéb kevert               | 1168         | 1%      | 3053         | 1%      |
| Kevert etnikumúak összesen | 4873         | 2%      | 10 360       | 4%      |
| Arabok                     |              |         | 2573         | 1%      |
| Egyéb etnikumok            | 2312         | 1%      | 3389         | 1%      |
| Egyéb összesen             | 2312         | 1%      | 5787         | 3%      |
| Nem fehérek összesen       | 95 307       | 49%     | 139 277      | 55%     |
| Összesen                   | 196 106      | 100,00% | 254 096      | 100,00% |

## Fordítás
Ez a szócikk részben vagy egészben  a   London Borough of Tower Hamlets című angol Wikipédia-szócikk ezen változatának fordításán alapul.  Az eredeti cikk szerkesztőit annak laptörténete sorolja fel. Ez a jelzés csupán a megfogalmazás eredetét és a szerzői jogokat jelzi, nem szolgál a cikkben szereplő információk forrásmegjelöléseként.